# Cinema Maestoso
Il cinema teatro Maestoso è stato un edificio polifunzionale di Roma, sito nel quartiere Appio Latino, che ospitava un cinema multisala, negozi e abitazioni. Lo stabile è in disuso dal 2018.

## Storia
L'edificio fu progettato dall'ingegnere Riccardo Morandi e realizzato tra il 1954 e il 1957, anno in cui fu inaugurato ospitando il primo cinema multisala di Roma.

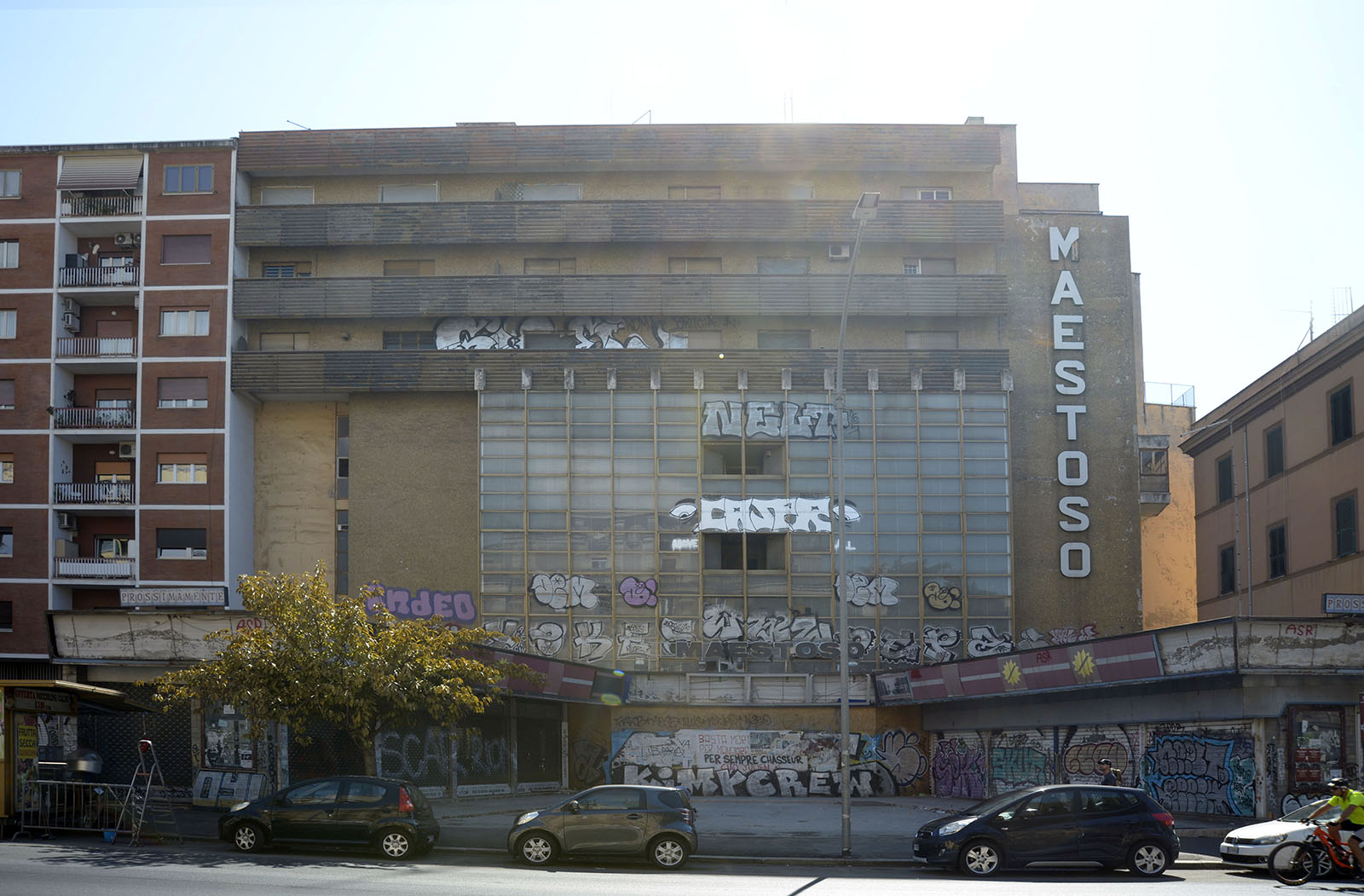
Il cinema Maestoso nello stato di fatiscenza nel 2024

Nel 2012 lo stabile è stato occupato ed autogestito dai dipendenti del cinema multisala (gestito da Circuito Cinema), preoccupati per la possibile vendita dello stabile. Il 4 giugno 2018 il cinema è stato chiuso citando la presenza di "problemi all'edificio". L'azienda Immobiliare Appia 2005, proprietaria dell'immobile, ha presentato un progetto di riqualificazione del complesso edilizio con la ristrutturazione delle unità immobiliari, passate dalle originali 13 a 26, e la suddivisione delle quattro sale esistenti in otto sale di dimensioni più contenute e capaci di ospitare un totale di 970 spettatori; inoltre è stato presentato un progetto per la realizzazione di spazi da adibire ad attività commerciali nel piano interrato.
Nel 2020 l'urbanista ed assessore comunale Paolo Berdini aveva inoltre lanciato un appello al Ministro per i beni e le attività culturali e per il turismo Dario Franceschini affinché il suo dicastero riconoscesse un vincolo di tutela per l'edificio.

## Descrizione
L'edificio si affaccia su via Appia Nuova, sebbene l'ingresso sia distanziato dal piano stradale garantendo la creazione di una piccola piazza sulla quale si dipanano due corpi laterali dalla base del palazzo, destinati ad ospitare esercizi commerciali, che inquadrano l'ingresso del palazzo.
La facciata presenta un'ampia vetrata sovrastata da quattro piani di appartamenti residenziali.